# Somerville (Tennessee)
Somerville es un pueblo ubicado en el condado de Fayette en el estado estadounidense de Tennessee. En el Censo de 2010 tenía una población de 3.094 habitantes y una densidad poblacional de 95,34 personas por km².

## Geografía
Somerville se encuentra ubicado en las coordenadas 35°13′56″N 89°22′31″O / 35.23222, -89.37528. Según la Oficina del Censo de los Estados Unidos, Somerville tiene una superficie total de 32.45 km², de la cual 32.1 km² corresponden a tierra firme y (1.09%) 0.35 km² es agua.

## Demografía
Según el censo de 2010, había 3.094 personas residiendo en Somerville. La densidad de población era de 95,34 hab./km². De los 3.094 habitantes, Somerville estaba compuesto por el 53.1% blancos, el 44.31% eran afroamericanos, el 0.23% eran amerindios, el 0.52% eran asiáticos, el 0% eran isleños del Pacífico, el 0.9% eran de otras razas y el 0.94% pertenecían a dos o más razas. Del total de la población el 1.97% eran hispanos o latinos de cualquier raza.